# Премия имени Г. М. Кржижановского
Премия имени Г. М. Кржижановского — премия, присуждаемая с 1960 года Отделением физико-технических проблем энергетики АН СССР и Российской академией наук за выдающиеся исследования в области комплексных проблем энергетики.

Премия названа в честь русского физика Г. М. Кржижановского.

## Лауреаты премии
- 1960 — Лев Александрович Мелентьев и Евгений Оскарович Штейнгауз — за монографию «Экономика энергетики СССР»
- 1963 — Леонид Робертович Нейман, Савелий Романович Глинтерник, Анатолий Владимирович Емельянов и Виктор Григорьевич Новицкий — за монографию «Электропередача постоянного тока как элемент энергетических систем»
- 1966 — Александр Зельманович Гамм, Лембит Арсеньевич Крумм и Игорь Алексеевич Шер — за цикл работ в области теории и методов управления процессами в объединенных электроэнергетических системах в нормальных условиях работы
- 1970 — Алексей Александрович Макаров, Александр Генрихович Вигдорчик и Михаил Айзикович Рубин — за серию работ в области теории и методов оптимизации топливно-энергетического хозяйства страны
- 1972 — Лев Сергеевич Попырин и Соломон Менделевич Каплун — за цикл работ в области математического моделирования и комплексной оптимизации параметров и профиля теплоэнергетических установок
- 1976 — Александр Семёнович Некрасов и Юрий Владимирович Синяк — за цикл работ, посвященных методологическим и практическим вопросам совершенствования методов планирования и управления энергетическим хозяйством
- 1979 — Николай Прокофьевич Федоренко — за монографию «Оптимизация экономики»
- 1982 — Лев Александрович Мелентьев — за монографию «Системные исследования в энергетике»
- 1985 — Анатолий Аркадьевич Бесчинский и Юрий Мордхаевич Коган — за монографию «Экономические проблемы электрификации»
- 1988 — Константин Георгиевич Гофман — за работу «Экономическая оценка природных ресурсов в условиях социалистической экономики»
- 1991 — Анатолий Петрович Меренков и Виктор Яковлевич Хасилев — за серию работ «Теория гидравлических цепей и её приложения в системах энергетики»
- 1994 — Юрий Николаевич Руденко и Игорь Алексеевич Ушаков — за монографию «Надёжность систем энергетики»
- 2000 — Януш Брониславович Данилевич и Юрий Сергеевич Васильев — за работу «Физическое и математическое моделирование оборудования и элементов электростанций, включая экологические аспекты»
- 2003 — Эдуард Петрович Волков, Валентин Александрович Баринов и Александр Соломонович Маневич — за работу «Проблемы и перспективы развития электроэнергетики России»
- 2006 — Николай Иванович Воропай, Борис Григорьевич Санеев и Александр Матвеевич Клер — за двухтомник «Энергетика XXI века»
- 2009 — Александр Владимирович Кейко и Борис Моисеевич Каганович — за серию работ «Технология термодинамического моделирования в энергетике»
- 2012 — Фёдор Владимирович Веселов и Алла Семёновна Макарова — за цикл работ «Методические основы обеспечения устойчивого развития электроэнергетики в рыночных условиях и их применение»
- 2015 — Анатолий Фёдорович Дьяков и Михаил Петрович Фёдоров— за цикл новых опубликованных работ о безопасности и надежности электрических станций
- 2017 — Николай Александрович Петров — за цикл работ, посвященных развитию энергетики на Севере
- 2020 — Вячеслав Михайлович Батенин, Николай Иванович Воропай и Виталий Васильевич Бушуев — за книгу «Инновационная электроэнергетика — 21»
- 2023 — академики РАН Владимир Викторович Клименко, Сергей Петрович Филиппов и доктор технических наук Олег Валерьевич Жданеев — за цикл научных работ по теме «Обоснование приоритетных направлений научно-технологического развития энергетики России в условиях глобальных климатических изменений и геополитической нестабильности»